# Le Tour de cartes
Le Tour de cartes est un tableau réalisé par la peintre néerlandaise Judith Leyster au XVIIe siècle à Haarlem. De format vertical, cette peinture à l'huile exécutée sur un panneau de bois est une scène de genre qui représente quatre jeunes jouant aux cartes sur le fond d'un tonneau, dans un intérieur dépouillé.
Sa composition saisit un moment de la partie qui suscite l'hilarité générale, l'instant où celui des trois garçons qui se tient le plus à gauche révèle sa main à une fille vêtue d'un haut rouge qui est assise face à lui, une cruche à ses pieds. Composée d'as, cette main est manifestement victorieuse.
En provenance de Jules Hédou, l'œuvre est conservée depuis 1907 au musée des Beaux-Arts de Rouen, à Rouen, dans la Seine-Maritime, en France. Elle a autrefois été attribuée à l'un des frères Le Nain, puis à Jan Miense Molenaer avant d'être rendue à son épouse par Frima Fox Hofrichter, en 1989.